# Philip Tannura
Philip Tannura est un directeur de la photographie américain, né le 28 mars 1897 à New York (États-Unis) et décédé le 7 décembre 1973 à Beverly Hills, Californie (États-Unis)

## Biographie
Philip Tannura a plus de 120 films à son actif.

## Filmographie partielle
- 1928 : Bessie à Broadway (The Matinee Idol), de Frank Capra
- 1937 : L'Étrange Visiteur (Love from a Stranger) de Rowland V. Lee
- 1937 : School for Husbands d'Andrew Marton
- 1937 : Dîner au Ritz (Dinner at the Ritz) de Harold D. Schuster
- 1940 : Dreaming Out Loud de Harold Young
- 1941 : L'amour vient en dansant (You'll Never Get Rich), de Sidney Lanfield
- 1941 : Secrets of the Lone Wolf d'Edward Dmytryk
- 1941 : Confessions of Boston Blackie d'Edward Dmytryk
- 1942 : Counter-Espionage d'Edward Dmytryk
- 1943 : La Cité sans hommes (City Without Men) de Sidney Salkow
- 1943 : Dangerous Blondes de Leigh Jason
- 1943 : Reveille with Beverly de Charles Barton
- 1946 : The Gentleman Misbehaves de George Sherman
- 1948 : L'Homme le plus aimé (The Babe Ruth Story) de Roy Del Ruth
- 1951 : Corsaire de Chine (China Corsair) de Ray Nazarro